# Sirius B (revija)
Sirius B je dvomesečna revija za znanstvenofantastično, fantazijsko in horor književnost. Izhaja na Hrvaškem v hrvaščini. Izdaja ga podjetje 7 d.o.o. iz Zagreba, njen glavni urednik pa je Davorin Horak. Sirius B se trenutno distriburira prek predplačila. Prva številka je izšla septembra 2011.
Sirius B ni neposredna naslednica zelo priljubljene znanstvenofantastične revije Sirius, ki je izhajala med letoma 1977 in 1989 v nekdanji Jugoslaviji. Osnova imena Sirius B izhaja iz imena Siriusa, želja ustanoviteljev in pobudnikov pa je bila, da spominja na slavne čase Siriusa. Od tod izhaja tudi podoben in prepoznaven logotip s pikami, ki tvorijo črke imena revije Sirius B, z majhnim letečim krožnikom/Saturnom, ki deli zadnjo črko 's' besede Sirius in črko 'b'. Želja uredništva je nadaljevanje dobre tradicije objavljanja kratke znanstvenofantastične proze, ki jo je ustvarjal Sirius, nadaljevala revija Futura, sedaj pa jo nadaljuje Sirius B.